# Titularbistum Thibilis
Das Bistum Thibilis (italienisch diocesi di Tibili, lateinisch Dioecesis Thibilitana) ist ein Titularbistum der römisch-katholischen Kirche.
Es geht zurück auf ein früheres Bistum der antiken Stadt Thibilis, die im 7. Jahrhundert mit der islamischen Expansion unterging. Er lag in der römischen Provinz Numidien.
| Titularbischöfe von Thibilis |                                                   |                                                   |                   |                   |
| Nr.                          | Name                                              | Amt                                               | von               | bis               |
| 1                            | Louis de Bazelaire Titularerzbischof pro hac vice | emeritierter Erzbischof von Chambéry (Frankreich) | 26. April 1966    | 10. Dezember 1970 |
| 2                            | Bernard Panafieu                                  | Weihbischof in Annecy (Frankreich)                | 18. April 1974    | 30. November 1978 |
| 3                            | Brendan Comiskey SS.CC.                           | Weihbischof in Dublin (Irland)                    | 3. Dezember 1979  | 4. April 1984     |
| 4                            | Jorge Arturo Medina Estévez                       | Weihbischof in Rancagua (Chile)                   | 18. Dezember 1984 | 25. November 1987 |
| 5                            | André Vingt-Trois                                 | Weihbischof in Paris (Frankreich)                 | 25. Juni 1988     | 21. April 1999    |
| 6                            | Jan van Burgsteden SSS                            | Weihbischof in Haarlem-Amsterdam (Niederlande)    | 24. Juni 2000     |                   |